# Beyhan Ametov
Beyhan Ametov (mazedonisch Бејхан Аметов; * 7. November 1998 in Wuppertal) ist ein deutsch-nordmazedonischer Fußballspieler.

## Karriere
Ametov spielte in der Jugend für den Wuppertaler SV und den 1. FC Köln, ehe er im Sommer 2017 aus der U19 der Kölner zur 2. Mannschaft von Borussia Dortmund in die Regionalliga West wechselte. Bei der Zweitvertretung des BVB spielte er zwei Spielzeiten in der viertklassigen Regionalliga West, danach schloss er sich im Sommer 2019 innerhalb der Liga dem Wuppertaler SV an, wo er bereits bis 2009 in der Jugend gekickt hatte.
Beim WSV verbrachte Ametov ebenfalls zwei Spielzeiten, absolvierte in dieser Zeit 57 Ligaspiele und erzielte dabei 13 Treffer, zudem sechs Spiele und zwei Tore im Niederrheinpokal, welchen er mit dem Wuppertaler SV am 29. Mai 2021 im Finale gegen den SV Straelen mit 2:1 gewinnen konnte. Im Juli 2021 wechselte Ametov zum SV Meppen in die 3. Liga. Sein Debüt feierte er gleich am 1. Spieltag (24. Juli 2021) bei der 1:3-Niederlage gegen den Hallescher FC, hier kam Ametov in der 66. Spielminute für Florian Egerer aufs Feld. Seinen ersten Treffer erzielte er dann am 36. Spieltag bei der 2:4-Niederlage bei den Würzburger Kickers.
Nach dem Abstieg des SV Meppen aus der 3. Liga wechselte Ametov zur Saison 2023/24 zu Alemannia Aachen und damit zurück in die Regionalliga West. Im Juli 2024 kehrte er zum Wuppertaler SV zurück.

## Nationalmannschaft
Ametov bestritt von 2015 bis 2017 Spiele für die U-Auswahlmannschaften des DFB. Für die U17 und U18 absolvierte er Freundschaftsspiele und für die U20 zwei Partien in der U20 Elite League. Im März 2019 bestritt Ametov dann drei Freundschaftsspiele für die U21-Auswahl von Nordmazedonien.

## Erfolge
Alemannia Aachen
- Meister der Regionalliga West: 2024
- Mittelrheinpokal-Sieger: 2024

Wuppertaler SV
- Niederrheinpokal-Sieger: 2021